# Oxyecous apertus
Oxyecous apertus är en insektsart som beskrevs av David R. Ragge 1956. Oxyecous apertus ingår i släktet Oxyecous och familjen vårtbitare. Inga underarter finns listade i Catalogue of Life.